# Miadzwiedniki
Miadzwiedniki (biał. Мядзведнікі; ros. Медведники, Miedwiedniki) – wieś na Białorusi, w obwodzie witebskim, w rejonie orszańskim, w sielsowiecie Mieżawa.